# فرانک جروود
فرانک جروود (انگلیسی: Frank Jerwood; ۲۹ نوامبر ۱۸۸۵ – ۱۷ ژوئیهٔ ۱۹۷۱) قایقران روئینگ اهل بریتانیا بود.